# Friedrich Adolph Mackrott
Friedrich Adolph Mackrott (* 23. Juli 1811 in Schleswig; † 1. Mai 1880 ebenda) war ein deutscher Musiker.

## Leben

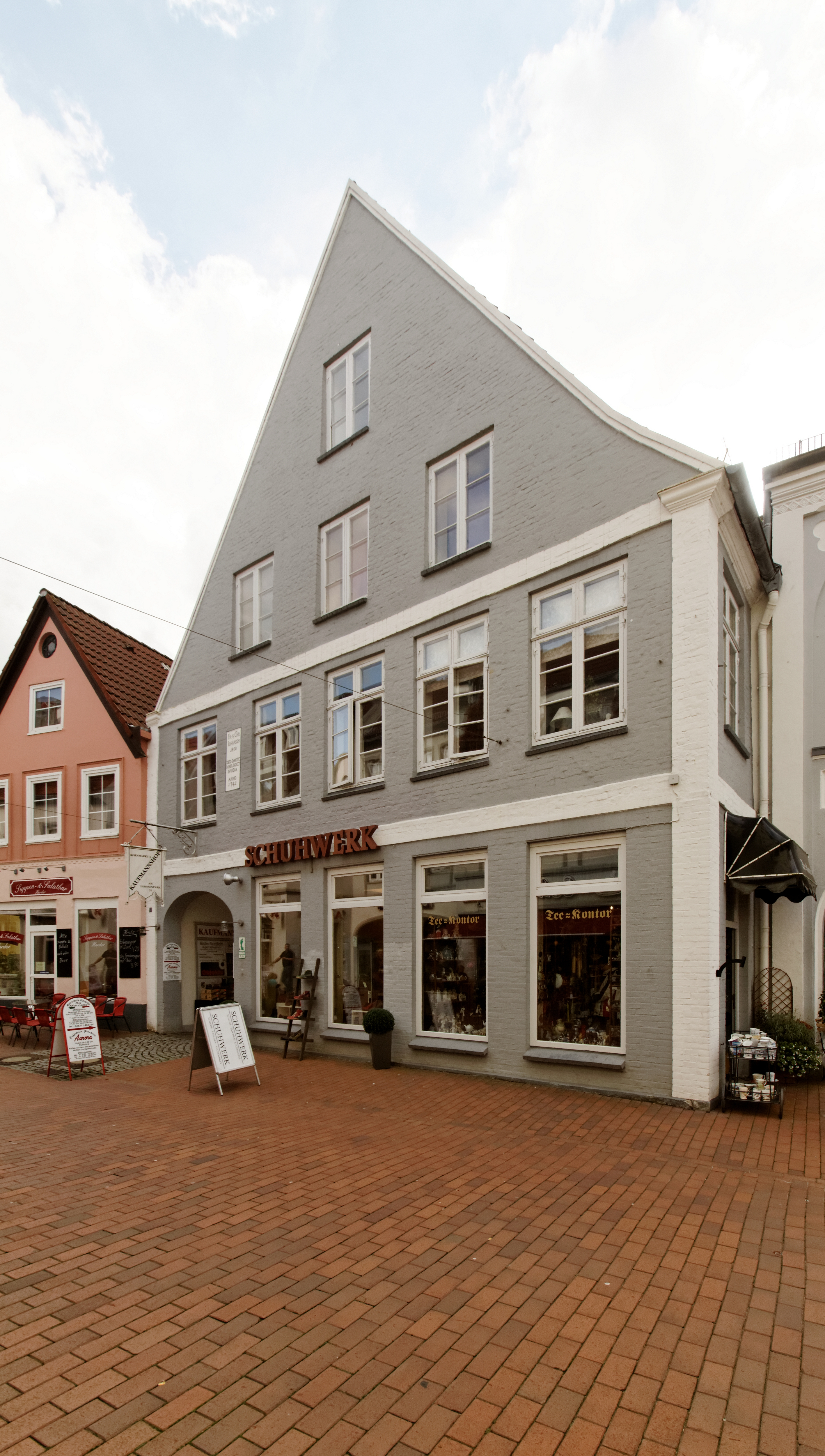
Wohnhaus Kornmarkt 3, Schleswig

Friedrich Adolph Mackrott war der Sohn des Schleswiger Stadtmusikanten Johann Georg Friedrich Mackrott († 1840) und dessen Ehefrau Christina Sophie, Tochter des Stadtmusikanten Friedrich Adolf Berwald (* 1748 in Schleswig, † nach 1778 ebenda). Sein Vater erwarb 1815 den Gasthof Königshof am Kornmarkt 3 in Schleswig, der unter seiner Leitung einging, worauf sein Vater ein Privathaus mit einem Laden im Erdgeschoss einrichtete; Friedrich Adolph Mackrott wohnte bis zu seinem Tod im Wohnhaus seiner Eltern.
Er sollte die Laufbahn seines Vaters einschlagen und dieser brachte ihm das Geigenspiel bei. Sein Vater schickte ihn darauf nach Hamburg, um praktischen und theoretischen Musikunterricht bei einem professionellen Musiker zu erlernen.
Nach seiner Rückkehr konnte er bereits nach kurzer Zeit seinen kränklichen Vater vertreten; das Publikum honorierte es mit Dank und Anerkennung. Nach dem Tod seines Vaters konnte er sich bei der Nachbesetzung des Amtes gegen zahlreiche Kandidaten durchsetzen, darunter auch Hof- und Kammermusiker. Die Regierung plädierte für seine Anstellung in einem Empfehlungsschreiben an die Deutsche Kanzlei in Kopenhagen und an den Magistrat mit dem Hinweis, das er dem in jüngster Zeit sehr zugenommenen Musikinteresse der Schleswiger Rechnung ... durch Leitung und Abhalten wöchentlicher Proben des Schleswiger Orchestervereins, mit dem Ziel der Durchführung von Konzerten getragen habe.
1840 erfolgte seine Ernennung zum Stadtmusikus.
Er leitete als Nachfolger von Carl Gottlieb Bellmann, Komponist des Schleswig-Holstein-Lieds, jahrzehntelang den Schleswiger Gesangsverein von 1839 und war in dieser Funktion sowie als Stadtmusikus maßgeblich an der Vorbereitung eines Sängerfestes beteiligt. Die Schleswiger Liedertafel lud alle Chöre der Herzogtümer Schleswig und Holstein am 24. Juli 1844 zu einem großen Gesangsfest ein; auf diesem Sängerfest wurde das Schleswig-Holstein-Lied erstmals vorgestellt. Das Lied wurde nach seiner Vorstellung auf dem Sängerfest schnell populär und auch zum Kampflied für Freiheit und Unabhängigkeit.
Er nahm auch im darauffolgenden Jahr im August an dem ersten deutschen Sängerfest in Würzburg teil.
Als die preußischen Behörden 1865 das Musikanten-Privileg abschaffen wollten, nach dem Virtuosen, Militärmusikkapellen, „Bierfiedler“ und Tanzwirte sich die Erlaubnis zu musizieren, vom Stadtmusikanten erkaufen mussten, sah er seine Rechte beschnitten, zog vor Gericht und gewann das Verfahren.
Friedrich Adolph Mackrott wurde auf dem Schleswiger Domfriedhof bestattet; mit seinem Tod wurde auch das Musikanten-Privileg abgeschafft.